# Pseudonautia geniculata
Pseudonautia geniculata är en insektsart som först beskrevs av Carl Stål 1873.  Pseudonautia geniculata ingår i släktet Pseudonautia och familjen Romaleidae. Inga underarter finns listade i Catalogue of Life.